# 바라키역
바라키역(일본어: 原木駅)은 일본 시즈오카현 이즈노쿠니시에 있는 이즈하코네 철도 슨즈 선의 역이다.

## 역사
- 1898년 5월 20일: 미시마마치(현, 미시마타마치) ~ 난조(현, 이즈나가오카) 구간 개통과 동시에 영업 개시.
- 1971년 5월 1일: 무인역이 됨.

## 역 구조
상대식 승강장 2면 2선의 지상역이다. 역사 측이 2번 선이며, 본 역에서 교행을 하지 않을 경우 슈젠지 행은 2번 선에서 발차한다. 승강장의 니라야마 방향에는 역 구내 건널목이 있다.
과거에는 1번 승강장과 인접한 곳에 측선이 있었지만 오랫동안 사용되지 않아 가선이 철거되었고 2013년에는 측선 자체가 철거되었다. 현재 측선과 인접한 측의 승강장에는 펜스가 설치되어 있다.
무인역이지만, 터치 패널식 자동 매표기가 있다. 기타 승차 증명서 발행기와 인터폰도 있다. 인터폰은 이즈나가오카 역으로 이어진다.
보통열차의 전 열차 단일화와 동시에 일부 시간대를 제외한 시간에 역무원이 배치되었다.

### 승강장
| 1 | ■슨즈 선  | (하행) | 이즈나가오카・오히토・슈젠지 방면 (일부 열차만) |  |
| 2 | ■ 슨즈 선 | (하행) | 이즈나가오카・오히토・슈젠지 방면               |  |
| 2 | ■ 슨즈 선 | (상행) | 다이바・미시마 방면                             |  |

## 역 주변
주택지로, 대부분 상점은 없지만, 역전에 다방이 존재하고 있다.
- 구니키요지
- 비샤몬도
- 간논도

## 인접역
| 이즈하코네 철도 ■ 슨즈 선 | 이즈하코네 철도 ■ 슨즈 선 | 이즈하코네 철도 ■ 슨즈 선 |
| ------------------------- | ------------------------- | ------------------------- |
| IS06 이즈닛타 미시마 방면 |                           | 니라야마 IS08 슈젠지 방면 |